# Tom Steyer
Thomas Fahr Steyer (New York, 27 juni 1957) is een Amerikaanse hedgefondsbeheerder, filantroop en milieubeschermer.
Medio 2019 stelde hij zich voor de Democratische Partij kandidaat voor de Amerikaanse presidentsverkiezingen van 2020.

## Carrière
Steyer groeide op in de Upper East Side van New York. Hij studeerde politieke wetenschappen en economie aan de Yale-universiteit (Phi Beta Kappa), waarna hij als bankier werkte voor Morgan Stanley en Goldman Sachs. 
In 1986 richtte hij het hedgefonds Farallon Capital op. In 2012 trok hij zich - met een geschat vermogen van 1,6 miljard dollar - terug uit dit fonds. Hij wendt dit vermogen voornamelijk aan om zijn maatschappelijk en politiek engagement te versterken.

## Politiek engagement
Steyer is een jarenlange aanhanger en sponsor van de Democratische Partij. Zo steunde hij in 2004 presidentskandidaat John Kerry in diens verkiezingsstrijd tegen George W. Bush. Hij zette zich in voor een grotere rol voor het milieu in de politiek. Hij organiseerde het verzet tegen de Keystone Pipeline tussen Canada en de V.S. Voorts stichtte hij de beweging Next Generation America.

## Presidentskandidatuur
In 2017 stichtte hij de beweging Need to Impeach, die een afzettingsproces tegen president Donald Trump nastreeft. Voor dit initiatief reisde Steyer door de Verenigde Staten, organiseerde hij evenementen en hield hij diverse toespraken.
Na maandenlange speculaties maakte hij in januari 2019 bekend, dat hij zich "momenteel“ niet kandidaat stelde als presidentskandidaat voor 2020, maar zijn energie zou blijven concentreren op de beëindiging van het presidentschap van Trump. 
In juli 2019 kondigde Steyer met een video op Twitter aan dat hij zich toch kandidaat stelde namens de Democratische Partij voor de presidentsverkiezing van 2020.
Na de voorverkiezingen in de staat South Carolina trok hij zich eind februari terug.

## Privé
Steyer is sinds 1986 met Kathryn Taylor getrouwd en heeft met haar vier kinderen. Het gezin woont in San Francisco. 
Steyers vader, Roy Henry Steyer, was aanklager bij het Proces van Neurenberg.